# رام‌الله
رام‌الله، پایتخت بالفعل دولت فلسطین و مرکز اداری تشکیلات خودگردان فلسطین است که در استان رام‌الله و البیره در کرانه باختری قرار دارد و در نزدیکی مرز اسرائیل و شمال اورشلیم، قرار گرفته است.

## نگارخانه

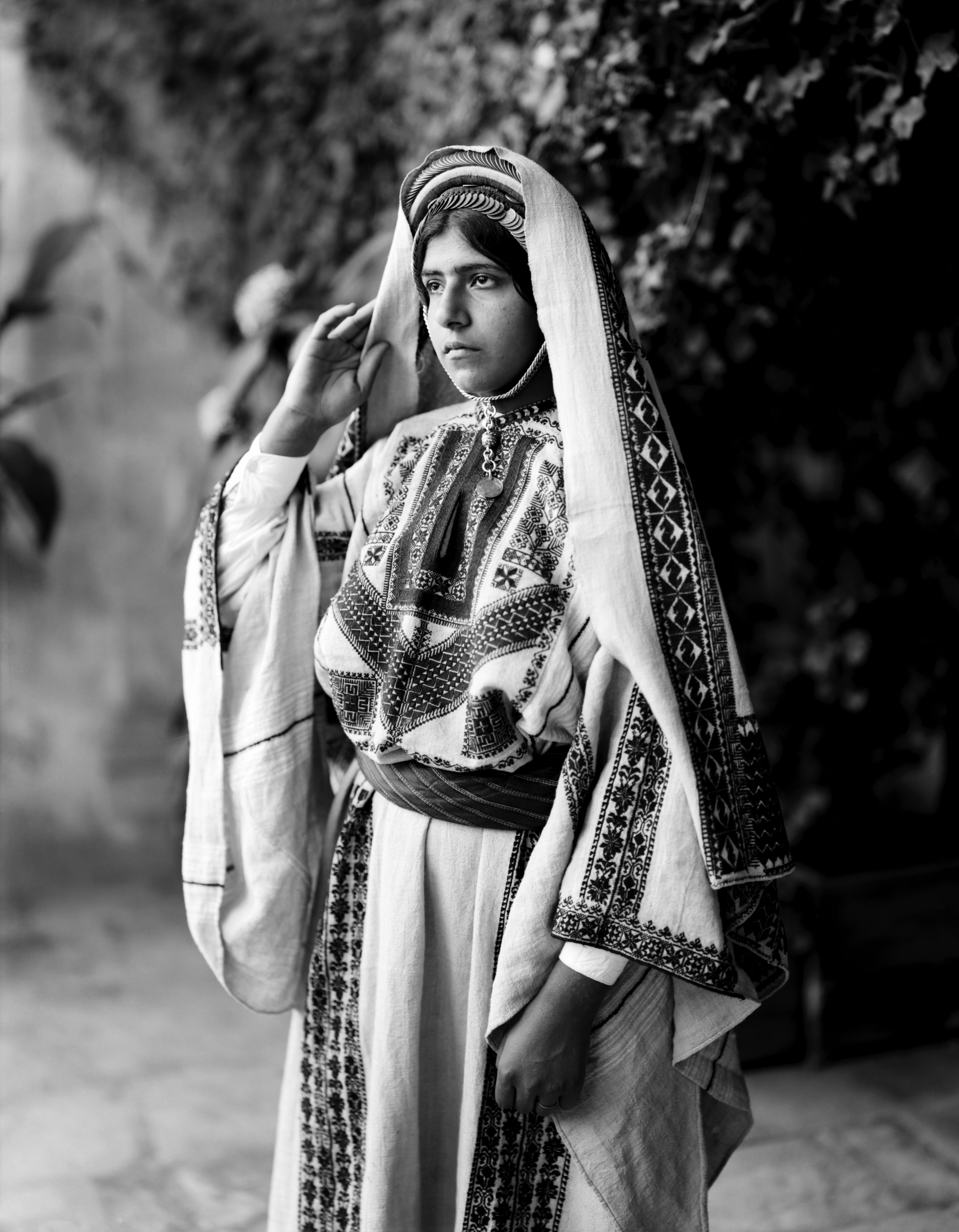
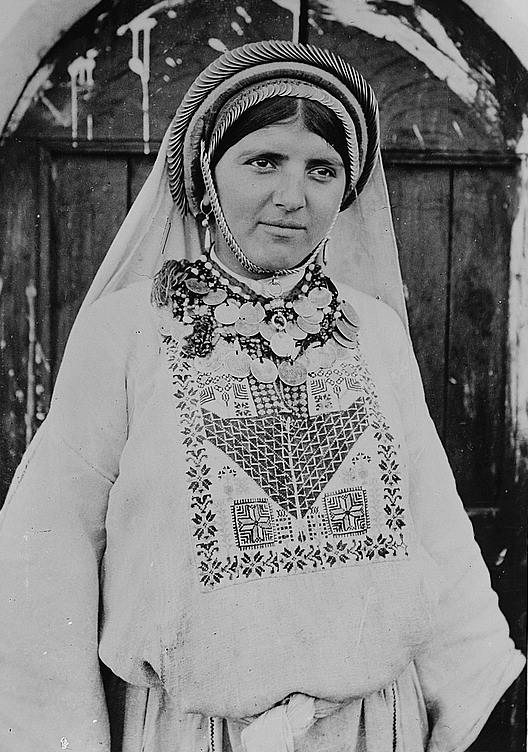
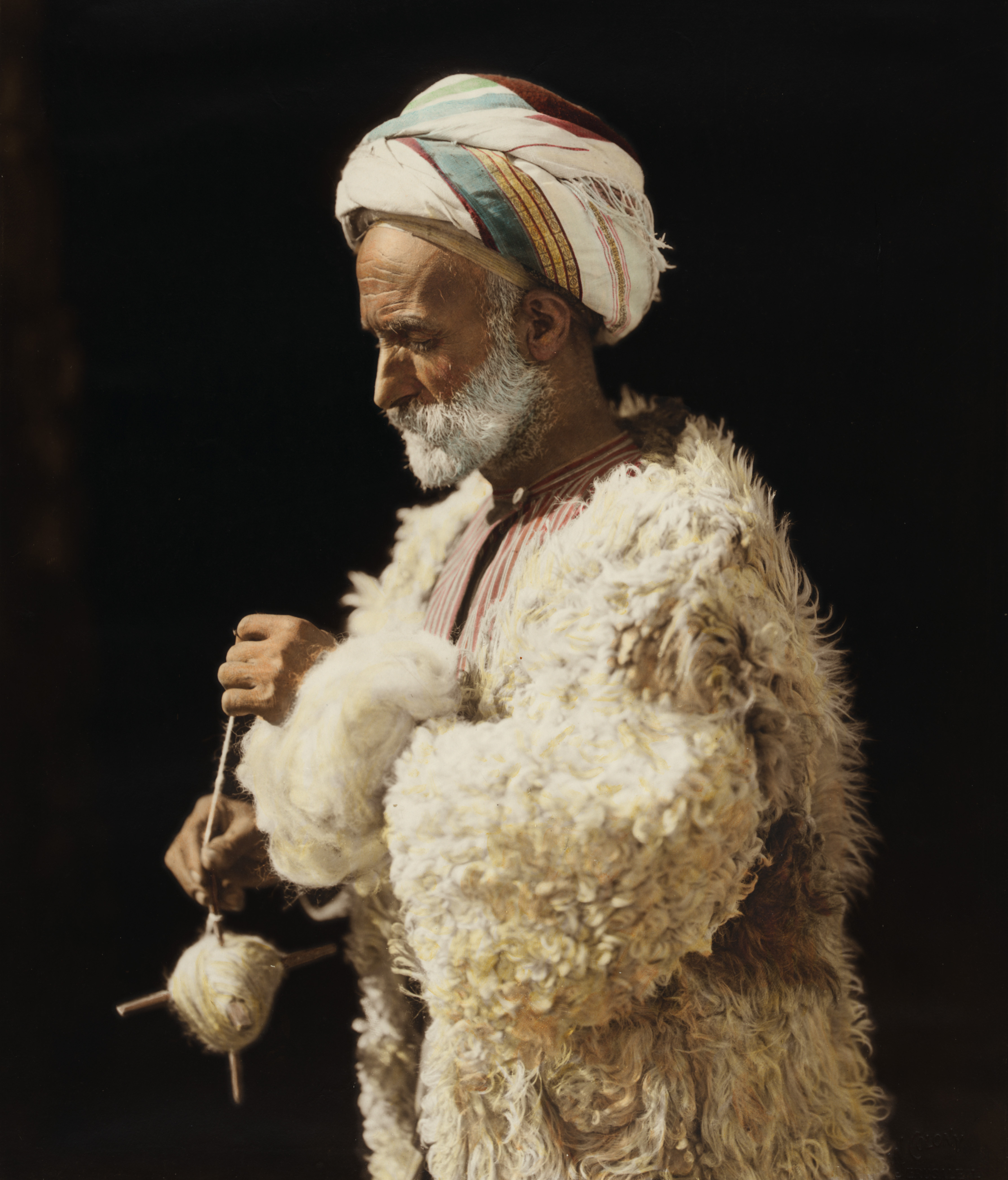
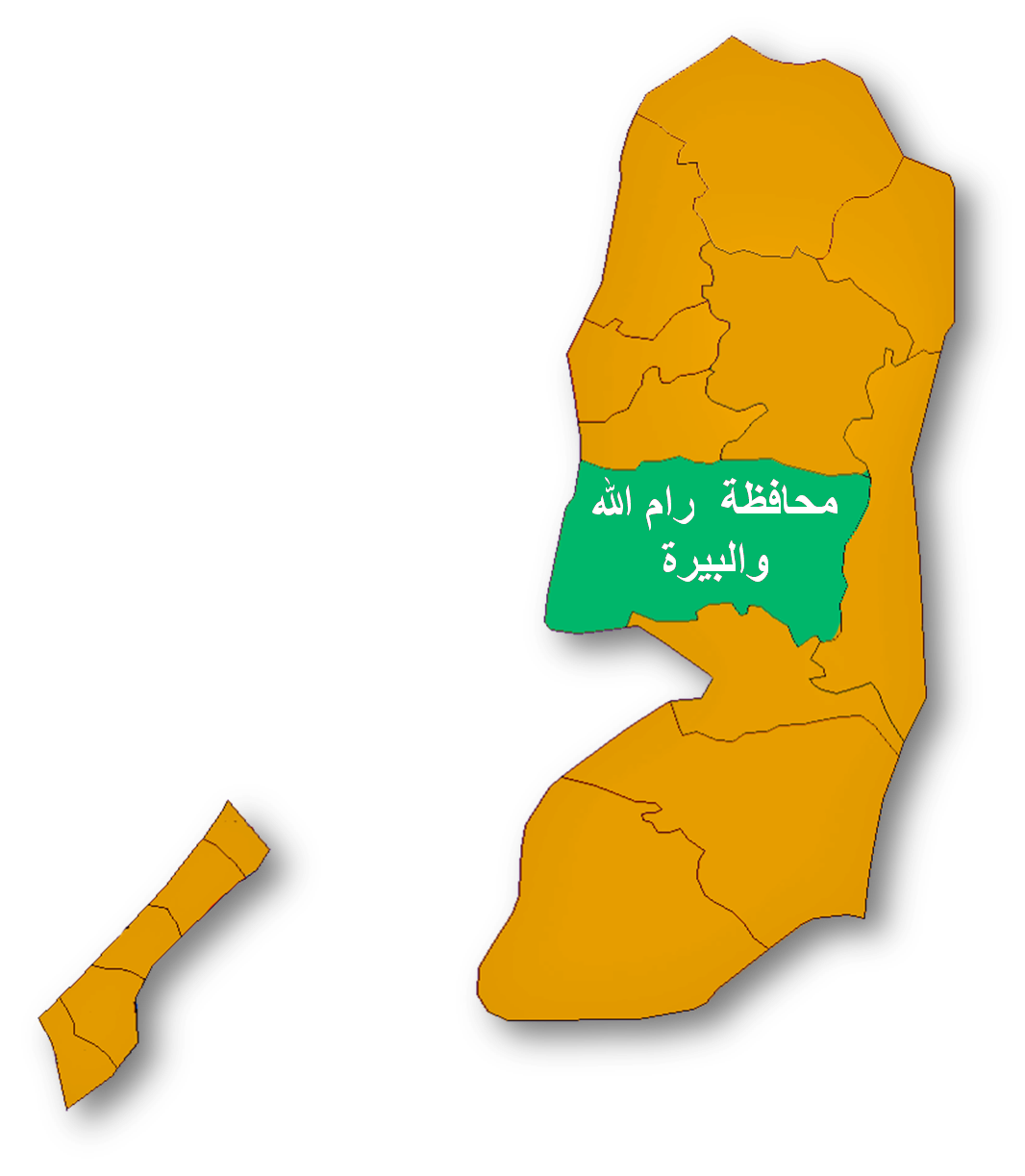